# Provincia de Baha
El Baha (en árabe: الباحة, Al-Bahah, AFI:ælˈbæːħa) es una de las regiones de Arabia Saudita. Al Bahah está situado en el sur del país, cerca de La Meca. Tiene una área de 9921 kilómetros cuadrados y contaba con una población de 476 172 habitantes en 2017. Su capital es Al Bahah siendo Baljorashi otra localidad importante de la región. 
Baljorashi cuenta con un mercado tradicional conocido como suq as-sabt, que se traduce al español como «mercado de los sábados». Este mercado es muy viejo y su antigüedad es desconocida. Se abre después de la oración del Al Fajer o alrededor de las 5 a. m. tiempo local y cierra alrededor del mediodía. Gente de todas partes de la región acude allí para comprar y vender mercancías hechas a mano. 

## Etimología
La palabra al-Baḥah (o Baḥah, sin al, que es el artículo en árabe) tiene muchos significados: significa agua y, en su máxima expresión, el patio de una casa, la palmera alta y abundante. En los cuentos se refiere a un pozo sin fondo, extremadamente profundo en la fortaleza de al-Zafir. Significa también "espacio abierto", "agua" y "palmera abundante", así como la "línea media de un camino".

## Geografía
Al-Baḥah es el nombre de la provincia y de su ciudad principal, situada en la parte noroeste del territorio de Ghamed. La región está formada por las estribaciones de los Montes Hijaz, así como por llanuras, valles y extensiones desérticas. Esta región está situada en el Hiyaz, entre las longitudes 41/42 E y las latitudes 19/20 N. La región cubre una extensión aproximada de 36 000 kilómetros cuadrados.

## Localidades
Ciudades importantes de la provincia son Al Bahah, Baljursi, Al-Mandaq, Al-Mijwah y Al-Aqeeq.
Otras ciudades de la región son Rahwat Albar, Sabt Alalaya y una ciudad cercana al mar Rojo llamada Al Qunfunda.

## Demografía
La región de Al Bahah está habitada por dos tribus, la ghamid y la zahran.
En la actualidad, la población de la región se acerca al medio millón de habitantes, muchos de los cuales se han mudado a las principales áreas metropolitanas, en busca de una vida y una educación mejores.